# Episodi di Stargate SG-1 (sesta stagione)
La sesta stagione della serie televisiva di fantascienza Stargate SG-1 è composta da 22 episodi e fu trasmessa per la prima volta negli Stati Uniti dal 29 giugno 2001 sulla rete televisiva Sci-Fi Channel; nel corso della stagione la serie fu trasmessa anche sulla rete inglese Sky One che mise in onda l'ultimo episodio il 19 febbraio 2003.
In Italia la serie è stata trasmessa a pagamento dal canale satellitare Fox dal 9 settembre 2004 al 27 gennaio 2005, ed in chiaro su LA7 a partire dal 22 novembre 2007.
Il cast stabile della sesta stagione vede l'inserimento di Corin Nemec nei panni di Jonas Quinn, quale rimpiazzo del dottor Daniel Jackson, asceso nel corso della quinta stagione. Il resto della squadra è inalterato e comprende Richard Dean Anderson nella parte del colonnello dell'Aviazione Jack O'Neill, Amanda Tapping divenuta il maggiore Samantha Carter e Christopher Judge che interpreta l'alieno Teal'c; come sempre la squadra è al comando del generale George Hammond, interpretato da Don S. Davis.
| nº | Titolo originale    | Titolo italiano        | Prima TV originale | Prima TV Italia   |
| -- | ------------------- | ---------------------- | ------------------ | ----------------- |
| 1  | Redemption: Part 1  | Redenzione: Parte 1    | 7 giugno 2002      | 9 settembre 2004  |
| 2  | Redemption: Part 2  | Redenzione: Parte 2    | 14 giugno 2002     | 16 settembre 2004 |
| 3  | Descent             | Conto alla rovescia    | 21 giugno 2002     | 23 settembre 2004 |
| 4  | Frozen              | Un corpo tra i ghiacci | 28 giugno 2002     | 30 settembre 2004 |
| 5  | Nightwalkers        | Passeggiatori notturni | 12 luglio 2002     | 7 ottobre 2004    |
| 6  | Abyss               | L'abisso               | 19 luglio 2002     | 14 ottobre 2004   |
| 7  | Shadow Play         | Gioco d'ombra          | 26 luglio 2002     | 21 ottobre 2004   |
| 8  | The Other Guys      | Gli altri ragazzi      | 2 agosto 2002      | 28 ottobre 2004   |
| 9  | Allegiance          | Fedeltà                | 9 agosto 2002      | 4 novembre 2004   |
| 10 | Cure                | La cura                | 16 agosto 2002     | 11 novembre 2004  |
| 11 | Prometheus          | Prometeo               | 23 agosto 2002     | 18 novembre 2004  |
| 12 | Unnatural Selection | Il tempo immobile      | 4 dicembre 2002    | 25 novembre 2004  |
| 13 | Sight Unseen        | Visioni invisibili     | 11 dicembre 2002   | 2 dicembre 2004   |
| 14 | Smoke & Mirrors     | Fumo e specchi         | 18 dicembre 2002   | 9 dicembre 2004   |
| 15 | Paradise Lost       | Paradiso perduto       | 8 gennaio 2003     | 9 dicembre 2004   |
| 16 | Metamorphosis       | Metamorfosi            | 15 gennaio 2003    | 16 dicembre 2004  |
| 17 | Disclosure          | Rivelazioni            | 22 gennaio 2003    | 16 dicembre 2004  |
| 18 | Forsaken            | Abbandonati            | 29 gennaio 2003    | 23 dicembre 2004  |
| 19 | The Changeling      | Vite parallele         | 5 febbraio 2003    | 23 dicembre 2004  |
| 20 | Memento             | Il ricordo             | 12 febbraio 2003   | 13 gennaio 2005   |
| 21 | Prophecy            | La profezia            | 19 febbraio 2003   | 20 gennaio 2005   |
| 22 | Full Circle         | Il cerchio completo    | 19 febbraio 2003   | 27 gennaio 2005   |

## Redenzione: Parte  1
- Titolo originale: Redemption: Part 1
- Diretto da: Martin Wood
- Scritto da: Robert C. Cooper

### Trama
Mentre la SG-1 tenta di trovare un nuovo membro della squadra per sostituire Daniel Jackson, Teal'c riceve da Bra'tac la notizia che la moglie è gravemente malata; partito per Chulak, scopre che lei è morta, e il figlio Rya'c dà a lui la colpa. Nel frattempo, sulla Terra, lo stargate si attiva improvvisamente, rimanendo attivo più di quanto si sapeva essere possibile, mentre la sua energia aumenta lentamente, rischiando di farlo esplodere; un tentativo di O'Neill e Carter di raggiungere Abydos con un prototipo di caccia interstellare (chiamato X-302) fallisce. Su Chulak un jaffa informa Teal'c che Anubis sta attaccando la Terra; qui, intanto, lo stesso Anubis appare olograficamente informandoli che il loro pianeta sta per essere distrutto.
- Altri interpreti: Tony Amendola (Bra'tac), Christopher Kennedy (dottor Murphy), David Hewlett (dottor McKay), Gary Chalk (colonnello Chekov), Neil Denis (Rya'c), Gary Jones (Walter Harriman), Tobias Mehler (tenente Simmons), David Palffy (Anubis), Aleks Paunovic (Shaq'rel), Ivan Cermak (capitano Hagman)

## Redenzione: Parte 2
- Titolo originale: Redemption: Parte 2
- Diretto da: Martin Wood
- Scritto da: Robert C. Cooper

### Trama
Scoperto il pianeta da cui viene l'attacco di Anubis, Teal'c decide di recarsi lì insieme a suo figlio e a Bra'tac; scoprono che Anubis sta usando un'arma degli Antichi, ma, teletrasportatisi sulla superficie, Teal'c e Bra'tac vengono catturati dai soldati di Anubis. Sulla Terra, un tentativo di fermare l'attacco ha l'unico effetto di ferire Carter e di diminuire il tempo rimasto prima che lo stargate esploda. Jonas Quinn ha allora l'idea di spedirlo nello spazio; il colonnello O'Neill viene incaricato di pilotare l'X-302. Sul pianeta di Anubis, Rya'c riesce a rubare un aliante, distruggendo l'arma di Anubis e liberando il padre e Bra'tac, mentre O'Neill riesce a spedire lo stargate nell'iperspazio prima che esploda, distruggendo insieme anche l'X-302.
- Altri interpreti: Tony Amendola (Bra'tac), Christopher Kennedy (dottor Murphy), David Hewlett (dottor McKay), Gary Chalk (colonnello Chekov), Neil Denis (Rya'c), Gary Jones (Walter Harriman), Tobias Mehler (tenente Simmons), David Palffy (Anubis), Aleks Paunovic (Shaq'rel), Ivan Cermak (capitano Hagman)
- Questo episodio è stato candidato per un Gemini Award nella categoria Best Visual Effects.

## Conto alla rovescia
- Titolo originale: Descent
- Diretto da: Peter DeLuise
- Scritto da: Joseph Mallozzi e Paul Mullie

### Trama
L'SG-1, incluso il neo-membro Jonas Quinn, sale a bordo di una nave madre goa'uld arrivata, apparentemente senza equipaggio, nelle vicinanze della Terra. Scoprono che nel computer della nave è imprigionata la coscienza di Thor, che ha disattivato la sequenza di autodistruzione; tre jaffa di Anubis, tuttavia, rimasti a bordo, uccidono il dottor Friesen e inseriscono una rotta la superficie della Terra. La nave precipita; O'Neill, Carter e Jacob Carter, rimasti a bordo, cercano di salvare la coscienza di Thor, mentre Teal'c e Jonas Quinn si uniscono alla squadra di recupero.
- Altri interpreti: Carmen Argenziano (Jacob Carter/Selmak), Colin Cunningham (maggiore Davis), Gary Jones (Walter Harriman), John Shaw (dottor Friesen), Peter DeLuise (tenente), Gerald Wong (jaffa ninja)
- Questo episodio è stato candidato per un Gemini Award nella categoria Best Visual Effects.

## Un corpo tra i ghiacci
- Titolo originale: Frozen
- Diretto da: Martin Wood
- Scritto da: Robert C. Cooper

### Trama
In Antartide, vicino a dove è stato rinvenuto il secondo stargate, viene trovato il corpo di una donna che sembra avere milioni di anni. Quando la SG-1 si reca lì per indagare, la donna si sveglia, mentre gli occupanti della base cominciano a manifestare i sintomi di una strana malattia. La donna sembra essere capace di curarsi da sola e, misteriosamente, riesce a curare anche il dottor Woods, prima di cadere sfinita.
- Altri interpreti:Venus Terzo (dottor Michaels), Bruce Harwood (dottor Osbourne), Paul Perri (dottor Woods), Dorian Harewood (Thoran), Ona Grauer (Ayiana), Gary Jones (Walter Harriman)

## Passeggiatori notturni
- Titolo originale: Nightwalkers
- Diretto da: Peter DeLuise
- Scritto da: Joseph Mallozzi e Paul Mullie

### Trama
Mentre il colonnello O'Neill è con i tok'ra, Carter riceve una telefonata nel mezzo della notte da parte di uno scienziato, che il giorno dopo viene trovato ucciso. La SG-1 si reca per indagare in una cittadina, dove gli abitanti sembrano apatici e si comportano in modo diverso durante la notte. Grazie all'aiuto di un guardiano notturno riescono a trovare quella che sembra un'astronave in costruzione, i cui progetti sono scritti in goa'uld; Teal'c e Jonas vengono rapiti da alcuni agenti federali, che considerano quella cittadina un esperimento, ma gli abitanti sembrano sapere di essere controllati.
- Altri interpreti:Blu Mankuma (sceriffo Knox), Vincent Gale (agente Cross), Michael Eklund (uomo dai capelli scuri), Peter Anderson (Flemming), Adrian Holmes (sergente delle operazioni speciali), Sean Tyson (barista/agente Singer)

## L'abisso
- Titolo originale: Abyss
- Diretto da: Martin Wood
- Scritto da: Brad Wright

### Trama
O'Neill viene catturato da Ba'al, il quale lo tortura per ottenere delle informazioni dal simbionte che i tok'ra gli avevano impiantato. Mentre Daniel Jackson gli appare per convincerlo ad ascendere per evitare le torture, Jonas Quinn, sulla Terra, propone di chiedere aiuto a lord Yu per liberare il colonnello.
- Guest star: Michael Shanks (Daniel Jackson)
- Altri interpreti:Dorian Harewood (Thoran), Cliff Simon (Ba'al), Gary Jones (Walter Harriman), Ulla Fris (donna), Patrick Gallagher (comandante jaffa)

## Gioco d'ombra
- Titolo originale: Shadow Play
- Diretto da: Peter DeLuise
- Scritto da: Joseph Mallozzi e Paul Mullie

### Trama
La SG-1 ritorna sul pianeta di Jonas Quinn per evitare che i kelowniani usino il loro nuovo tipo di bomba, causando una guerra. Durante la loro permanenza, Jonas è avvicinato dal suo maestro, il quale gli rivela che esiste un'organizzazione segreta che tenta di evitare la guerra. Mentre le trattative sono in stallo, il professore rimane ferito e viene quindi trasportato sulla Terra, dove si scopre che è affetto da schizofrenia.
- Altri interpreti:Dean Stockwell (dottor Kieran), Joel Swetow (primo ministro Velis), Doug Abrahams (comandante Hale), Gillian Barber (ambasciatore Dreylock), Gary Jones (Walter Harriman), Rob Daly (leader della resistenza), Paul Schele (soldato kelowniano), Susie Wickstead (kelowniana)

## Gli altri ragazzi
- Titolo originale: The Other Guys
- Diretto da: Martin Wood
- Scritto da: Damian Kindler

### Trama
La SG-1 viene catturata da un goa'uld; Felger e Coombs, due scienziati andati in missione con la squadra, tentano di salvarli, ma nel farlo scoprono che la cattura era in realtà stata programmata.
- Altri interpreti:Patrick McKenna (Jay Felger), John Billingsley (Coombs), Michael Adamthwaite (Herak), Michael Daingerfield (jaffa)

## Fedeltà
- Titolo originale: Allegiance
- Diretto da: Peter DeLuise
- Scritto da: Peter DeLuise

### Trama
I tok'ra e i jaffa ribelli sono costretti a condividere il sito Alpha (una base segreta terrestre) a seguito di un attacco gao'uld. Il rapporto tra i due gruppi, divisi da una storica inimicizia, rischia di degenerare quando un tok'ra viene trovato morto, e il jaffa che era stato accusato viene ucciso. Bra'tac trova alcune impronte che implicherebbero la presenza di una spia sul pianeta; vengono formate delle squadre di ricerca, ma lo stesso Bra'tac muore durante la caccia.
- Altri interpreti: Carmen Argenziano (Jacob Carter/Selmak), Tony Amendola (Bra'tac), Obi Ndefo (Rak'nor), Peter Stebbings (Malek), Link Baker (Artok), Rob Lee (maggiore Pierce)

## La cura
- Titolo originale: Cure
- Diretto da: Andy Mikita
- Scritto da: Damian Kindler

### Trama
Gli abitanti di Pangar, dopo aver scoperto lo stargate, vengono contattati dalla Terra; alla SG-1 inviata in missione propongono di scambiare la conoscenza dell'uso del dispositivo con una medicina, il tritonio, che riesce ad allungare di molto la durata della vita dei pangarani. Un'archeologa mette però in allarme Jonas Quinn, il quale scopre che il tritonio è ricavato da alcuni simbionti goa'uld, prodotti da una regina goa'uld ritrovata sotto alcune rovine. I Tok'ra scoprono che la regina è Egeria, la loro progenitrice, e chiedono di poterla portare con sé, pur se questo causerebbe la morte dei Pangarani, ormai dipendenti dal tritonio.
- Altri interpreti: Peter Stebbings (Malek), Malcolm Stewart (Dollen), Gwynyth Walsh (Kelmaa), Allison Hossack (Zenna Valk), Daryl Shuttleworth (Tagar), Trever Havixbeck e Andrew Moxham (sentinelle Pangar).

## Prometeo
- Titolo originale: Prometheus
- Diretto da: Peter F. Woeste
- Scritto da: Joseph Mallozzi e Paul Mullie

### Trama
Una giornalista riesce ad ottenere il permesso di girare un servizio sul Prometeo, l'astronave che l'SGC sta costruendo; durante la visita, i cameraman riescono però a prendere il controllo della nave, rapendo Carter e Jonas e minacciando di farla esplodere se non verrà rilasciato un colonnello del NID. Una volta libero, questi attiva i motori della nave, puntando su un pianeta dove dovrebbe trovarsi un arsenale goa'uld. O'Neill e Teal'c inseguono l'astronave con un aliante della morte.
- Altri interpreti: George Wyner (Al Martell), Ian Tracey (Smith), Kendall Cross (Julia Donovan), Colin Cunningham (maggiore Davis), Enid-Raye Adams (Jones), John de Lancie (colonnello Simmons), Bill Marchant (Adrian Conrad), Jason Gaffney (Sanderson), Catherine Lough Haggquist (sergente), Kyle Cassie (Reynolds), Todd Hann (sergente Gibson), Colby Johannson (sergente Finney), Michael Shanks (voce di Thor)

## Il tempo immobile
- Titolo originale: Unnatural Selection
- Diretto da: Andy Mikita
- Scritto da: Robert C. Cooper e Brad Wright

### Trama
Gli asgard sono riusciti a concentrare tutti i replicatori sul loro pianeta natale, ma il loro piano di bloccarli lì con un dispositivo di dilatazione temporale rischia di rivolgersi contro di loro. Gli asgard chiedono allora alla SG-1 di aiutarli, ma una volta sul pianeta devono confrontarsi con alcuni replicatori di forma umanoidi; uno di loro, Quinto, sembra però volerli aiutare.
- Altri interpreti: Ian Buchanan (Primo), Patrick Currie (Quinto), Gary Jones (Walter Harriman), Kristina Copeland (Secondo), Tahmoh Penikett (Terzo), Rebecca Robbins (Quarto), Shannon Powell (Sesto), Dan Shea (sergente Siler), Michael Shanks (voce di Thor)

## Visioni invisibili
- Titolo originale: Sight Unseen
- Diretto da: Peter F. Woeste
- Scritto da: Ron Wilkerson

### Trama
La SG-1 ritorna sulla Terra con un dispositivo costruito dagli antichi. Poco tempo dopo, i membri della base cominciano ad avere visioni di strani insetti, che si scopre essere creature extradimensionali, mentre il contagio si estende anche all'esterno. Un antidoto viene preparato, ma un uomo, affetto da queste visioni, sembra essere scomparso e con la sua fuga può portare il contagio in altre zone, rendendo il fenomeno incontrollabile.
- Altri interpreti: Jody Racicot (Vernon Sharpe), Gary Jones (Walter Harriman), Betty Linde (signora Sharpe), Michael Karl Richards (guardia), Raimund Stamm (guidatore), Jennifer Steede (hostess), Jacob Chaos (passeggero)

## Fumo e specchi
- Titolo originale: Smoke & Mirrors
- Diretto da: Peter DeLuise
- Scritto da: Kathryn Powers

### Trama
Il senatore Kinsey subisce un attentato, e un filmato di sorveglianza accusa il colonnello O'Neill di essere il responsabile. O'Neill viene arrestato, mentre Teal'c ipotizza che l'attentatore si sia servito di un dispositivo olografico per far accusare il colonnello; il dispositivo sembra essere stato rubato dall'area 51 da uno scienziato il quale ha finto la propria morte.
- Altri interpreti: Colin Cunningham (maggiore Davis), Peter Flemming (agente Barrett), Ronny Cox (senatore Kinsey), Jon Cuthbert (agente Devlin), Peter Kelamis (dottor Langham), John Mann (Luthur), Mi-Jung Lee (giornalista), Chris Harrison (guardia), Yvonne Myers (tecnico dell'area 51), Darryl Sheeler (Mann), L. Harvey Gold, Don McKay e Dale Wilson (membri del comitato)

## Paradiso perduto
- Titolo originale: Paradise Lost
- Diretto da: William Gereghty
- Scritto da: Robert C. Cooper

### Trama
Harry Maybourne rivela di sapere dove si trova un arsenale di armi goa'uld, e di essere in possesso dell'unico modo per raggiungerlo; attraversato lo stargate per recarsi su un pianeta, Maybourne cerca di fuggire, attraversando insieme a O'Neill una sorta di portale, attraverso il quale arrivano ad una vallata solitaria, in cui l'unico villaggio risulta disabitato, i suoi abitanti sono morti da molto tempo a causa di una pianta della quale si cibavano e che gli rovinava la mente. Anche Maybourne e O'Neill la mangiano.
- Altri interpreti:Tom McBeath (Harry Maybourne), Bill Dow (dottor Lee), Gary Jones (Walter Harriman), Dan Shea (sergente Siler)

## Metamorfosi
- Titolo originale: Metamorphosis
- Diretto da: Peter DeLuise
- Scritto da: Jacqueline Samuda e James Tichenor

### Trama
La squadra russa scopre che Nirrti sta conducendo esperimenti genetici su una popolazione umana; dopo essere ritornata sul pianeta insieme all'SG-1, entrambe le squadre vengono catturate, e i nativi, resi deformi ma dotati di poteri paranormali, non si lasciano convincere che la goa'uld sia una dea.
- Altri interpreti: Jacqueline Samuda (Nirrti), Alex Zahara (Eggar), Dion Johnstone (Wodan)

## Rivelazioni
- Titolo originale: Disclosure
- Diretto da: William Gereghty
- Scritto da: Joseph Mallozzi & Paul Mullie

### Trama
Americani e russi rivelano l'esistenza dello stargate a francesi, cinesi e britannici per convincerli a sviluppare insieme le tecnologie necessarie alla difesa della Terra; il senatore Kinsey cerca di usare quest'occasione per trasferire il controllo del dispositivo nelle mani del NID.
- Altri interpreti:Ronny Cox (senatore Kinsey), Colin Cunningham (maggiore Davis), Gary Chalk (colonnello Chekov)
- L'episodio è un clip show, ossia la maggior parte delle sue scene provengono da episodi precedenti.

## Abbandonati
- Titolo originale: Forsaken
- Diretto da: Andy Mikita
- Scritto da: Damian Kindler

### Trama
In esplorazione, la SG-1 incontra un equipaggio di umani di Hebridan, bloccati sul pianeta a causa di un guasto, che dicono di essere stati ripetutamente attaccati da alcuni prigionieri che stavano trasportando e che sono fuggiti nel naufragio. Un alieno, inseguito da O'Neill e Teal'c, afferma però di essere lui il comandante della nave, e gli altri dei prigionieri; nel frattempo, sulla Terra, una degli umani, portata lì per essere curata, è sospettata di essersi introdotta nei computer della base.
- Altri interpreti: Martin Cummins (Aden Corso), David Paetkau (Liam Pender), Sarah Deakins (Tanis Reynard), Dion Johnstone (Warrick), Trevor Jones (secondo alieno), Bruce Dawson (marinaio della Seberus)

## Vite parallele
- Titolo originale: The Changeling
- Diretto da: Martin Wood
- Scritto da: Christopher Judge e Brad Wright

### Trama
Teal'c si ritrova a far parte di una squadra di pompieri (i cui membri sono gli stessi membri dell'SG-1), in procinto di donare un suo rene al padre adottivo Bra'tac. Comincia però a sperimentare strani sogni, e l'unico che sembra credergli e consigliarlo è lo psicologo dell'ospedale, Daniel Jackson.
- Altri interpreti: Tony Amendola (Bra'tac), Carmen Argenziano (Jacob Carter/Selmak), Michael Shanks (Daniel Jackson), Musetta Vander (Shauna), Peter Williams (Apophis)

## Il ricordo
- Titolo originale: Memento
- Diretto da: Peter DeLuise
- Scritto da: Damian Kindler

### Trama
Durante il volo di prova del Prometeo, l'iperdrive si guasta, rendendo impossibile alla nave tornare alla base. L'unico modo per ottenere soccorso è usare lo stargate di un pianeta vicino, ma quando l'equipaggio scende per chiedere aiuto nasce un dissidio tra il capo del governo locale e un generale, il quale pensa che i terrestri stiano preparando un'invasione.
- Altri interpreti: John Novak (colonnello Ronson), Robert Foxworth (Ashwan), Miguel Fernandes (Kalfas), Ingrid Kavelaars (maggiore Gant), Alex Diakun (Tarek Solamen), Ray Galletti (navigatore)

## La profezia
- Titolo originale: Prophecy
- Diretto da: Will Waring
- Scritto da: Joseph Mallozzi & Paul Mullie

### Trama
Jonas Quinn comincia a soffrire di emicranie e ad avere delle esperienze di visione del futuro. Nel frattempo gli altri membri dell'SG-1 aiutano gli abitanti di un pianeta a liberarsi dal giogo del goa'uld Mot; Jonas, tuttavia, ha la visione di un'imboscata in cui la squadra sta per cadere, e il generale Hammond tenta di mettersi in contatto con loro, non sapendo che sono stati presi prigionieri.
- Altri interpreti: Teryl Rothery (dottoressa Fraiser), Thomas Kopache (Ellori), Tom Scholte (Chazen), Victor Talmadge (Mot), Sarah Edmondson (Natania), Rob Lee (maggiore Pierce), Johannah Newmarch (Sina), Dan Shea (sergente Siler), Brendan McClarty (Sendear)

## Il cerchio completo
- Titolo originale: Full Circle
- Diretto da: Martin Wood
- Scritto da: Robert C. Cooper

### Trama
Daniel Jackson informa O'Neill che Anubis si appresta ad attaccare Abydos in cerca dell'Occhio di Ra, un manufatto che gli permetterebbe di completare un'arma con cui sconfiggere i Signori del Sistema. L'SG-1 si reca sul pianeta, ma mentre cercano l'Occhio il Goa'uld attacca; una volta trovato il manufatto i jaffa li bloccano nella piramide. Poco prima che la flotta dei signori del sistema attacchi Anubis il dottor Jackson baratta con lui la salvezza della squadra con l'Occhio di Ra, spiegando ai suoi amici che per sconfiggere i Goa'uld devono trovare la città perduta degli Antichi, dove potranno trovare nuove e potenti armi.
- Altri interpreti: Michael Shanks (Daniel Jackson), Alexis Cruz (Skaara), David Palffy (Anubis), Michael Adamthwaite (Her'ak)
- Il tema della città perduta degli Antichi verrà sviluppata in seguito, soprattutto nello spin-off Stargate Atlantis.